# Olha Schownir

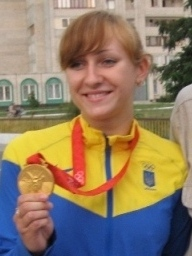
Olha Schownir mit ihrer Olympiamedaille

Olha Bohdaniwna Schownir (['ɔʎɦɑ bɔɦ'd̪ɑɲiwnɑ 'ʒɔwɲir]; ukrainisch Ольга Богданівна Жовнір, * 8. Juni 1989 in Netischyn) ist eine ukrainische Säbelfechterin und Olympiasiegerin.

## Erfolge
Bei den Olympischen Spielen 2008 in Peking gewann Olha Schownir Gold mit der Säbel-Mannschaft, bestehend aus Olena Chomrowa, Olha Charlan, Halyna Pundyk und ihr.
Bei den Fechtweltmeisterschaften 2009 gewann diese Mannschaft ebenfalls Gold.
2010, 2011 und 2012 gewann die gleiche Mannschaft jeweils Silber. 2014 errang sie mit der Säbel-Mannschaft Bronze bei der Europameisterschaft in Straßburg und bei den Weltmeisterschaften in Kasan.